# Die Nacht der Zwölf
Die Nacht der Zwölf ist ein 1944 entstandener deutscher Kriminalfilm von Hans Schweikart. Die Hauptrolle spielt Ferdinand Marian. Der Geschichte liegt der Roman Shiva und die Nacht der Zwölf (1943) von Felicitas von Reznicek zugrunde.

## Handlung
Leo Lanski ist ein skrupelloser Verbrecher. Er genießt ein sorgloses Leben, in dem er Frauen die Ehe verspricht und sie nach Strich und Faden ausnimmt. An seinem Geburtstag treffen zahllose Glückwunschkarten seiner bislang noch arglosen potenziellen Opfer ein. Darunter befindet sich auch die schwerreiche Frau von Droste. Die verwitwete Dame mittleren Alters teilt Leo in ihrem Schreiben mit, dass sie ihn in ihrem Todesfalle zum Haupterben machen wolle. So lange will Lanski jedoch nicht warten, zumal er Frau von Droste bereits um 20.000 Mark angepumpt hatte, die er angeblich für eine geplante Firmengründung benötigen würde. Lanski plant seinen Mordanschlag präzise, will nichts dem Zufall überlassen. Er hat sich auch schon ein Alibi ausgedacht, und das heißt Lily Kruse, eine weitere Bekannte Lanskis. Die soll ihn vom Bahnhof in Fürstenberg abholen, sodass er vor Ort als wenig mobil erscheint. Doch Lanski ist bereits mit dem Motorrad hierhergekommen, um rein zeitlich betrachtet den Mord an Frau von Droste unbemerkt verüben zu können.
Wie angekündigt, erscheint Leo Lanski bei der älteren Dame. Adele von Droste bekommt ein Glas Sekt gereicht, in den Lanski Schlafpulver untergemischt hat. Dann verabschiedet er sich von ihr. Sie schläft bereits tief und fest, als sich Leo von ihr an der Haustür laut verabschiedet. Nachbar Schliemann bekommt dies mit und sagt Lanski auf Nachfrage auch noch die Uhrzeit. Damit hat der Verbrecher seinen ersten Zeugen dafür, dass Frau von Droste mutmaßlich zum Zeitpunkt von Lanskis Abschied noch hellwach gewesen sein müsse. Am Bahnhof angekommen, flirtet der Heiratsschwindler heftig mit der Fahrkartenverkäuferin, die sich dadurch später ebenfalls an ihn erinnern wird. Ein erstandenes Ticket soll insinuieren, dass Lanski mit dem Zug den Tatort in Fürstenberg verlassen habe. Mit dem Motorrad eilt Lanski jedoch zum Haus zurück, verschafft sich unbemerkt Zugang und trägt die schlafende Frau von Droste zur Kellertreppe. Dort stürzt er sie in die Tiefe, sodass ihr Ableben wie die unglückliche Folge eines Sturzes wirken muss. Heimlich seilt sich Lanski aus der Villa ab, bemerkt aber nicht, dass er dabei erneut von Nachbar Schliemann beobachtet wird.
Als am nächsten Tag Lanski im Hause Droste anruft, hat er bereits die Polizei am Apparat. Man teilt ihm den schrecklichen Tod der alten Dame mit, woraufhin Lanski erneut nach Fürstenberg reist. Von einer weiteren Bekannten, der Notarsekretärin Erika Petzold, muss Leo Lanski nun erfahren, dass Frau von Droste ihre angekündigte Testamentsänderung noch nicht unterzeichnet hatte. Sollte Lanski die reiche Witwe umsonst ermordet haben? Zu allem Unglück ermittelt die Kriminalpolizei intensiv in Sachen Kellersturz, da erhebliche Zweifel daran bestehen, dass Frau von Droste durch eigenes Verschulden ums Leben gekommen sein soll. Ein Zufall führt auf Lanskis Spur. Die Polizei in Gestalt der Kripobeamten Rohrbach, Jost und Heinze wird auf ihn aufmerksam, als man bei einem Verkehrsdelikt eine Tankquittung findet, die belegt, dass er zu besagtem Todeszeitpunkt in der Nähe des Drosteschen Anwesens gewesen sein muss. Man stößt auch auf die zahlreichen anderen Damen, die in Lanskis Fänge geraten sind, doch ist keine der von ihm becircten Frauen bereit, gegen ihn auszusagen.
Herr Schliemann, der sich sicher ist, in der Tatnacht Lanski beim Abseilen aus dem Droste-Haus beobachtet zu haben, versucht, den Mörder zu erpressen. Schliemann fordert 15.000 Mark Schweigegeld, die Lanski ihm in den kommenden zwei Wochen zu beschaffen habe, sonst gehe er zur Polizei. Derart in die Ecke getrieben, plant Leopold Lanski daraufhin, die geschiedene Hella Steffens, ihres Zeichens die Ex eines Generaldirektors, umzubringen. Über einen Briefwechsel Lily Kruses mit der arrivierten wohlhabenden Dame hat Lanski von Frau Steffens erfahren und weiß auch, dass diese wertvollen Schmuck besitzt. Der Verbrecher will für den Mord erneut Schlafmittel einsetzen. In der Steffens-Wohnung angekommen, bemerkt Lanski zu spät, dass die Polizei bereits anwesend ist. Er wird verhaftet. In Windeseile gesteht er, dass er zugegen gewesen sei, als Frau von Droste unglücklicherweise die Kellertreppe herabgestürzt sei, somit nichts für ihren Tod könne. Doch die Zeugenaussage seiner Wirtin, Frau Siebel, und jene der Verkäuferin des Seils, dessen Faserspuren am Fensterrahmen des Hauses Droste gefunden wurden, überführen Leo Lanski als Mörder. Auch Erpresser Schliemann kommt nicht ungeschoren davon.

## Produktionsnotizen
Die Dreharbeiten begannen Ende September 1944 und wurden zum Jahresende abgeschlossen. Gedreht wurde in den Hostiwar-Ateliers in Prag, unmittelbar nachdem Schweikart dort Das Gesetz der Liebe abgedreht hatte. Bei Kriegsende 1945 war der Film in der Musiksynchronisation. Die Uraufführung fand am 7. Januar 1949 in Frankfurt am Main statt. Berliner Premiere war am 13. Oktober desselben Jahres im Westteil der Stadt.
Herstellungsgruppenleiter Gerhard Staab wirkte hier vermutlich auch als Herstellungs- und Produktionsleiter. Herbert Hochreiter gestaltete die Filmbauten, Johann Dupke die Kostüme. Drehbuchautor Werner Jacobs war hier auch als Regie- und Schnittassistent tätig. Emil Specht sorgte sich um den Ton.
Die Autorin der Vorlage schrieb ungenannt am Drehbuch mit und erhielt dafür 10.000 Reichsmark, sie musste gewünschte Änderungen des Reichskriminalpolizeiamts berücksichtigen. Die Nacht der Zwölf war, vor Shiva und die Galgenblume, der vorletzte Kriminalfilm des Dritten Reichs.

## Kritik
Der Filmdienst befand: „Ein nach authentischen Fällen kühl inszenierter Kriminalfilm.“